# Noddy
Noddy (originaltitel: Make Way for Noddy) er en britisk børne-tv-serie fra 1998, skabt af Jymn Magon. Noddy er fire år og bor i Legeland. Serien er en magisk verden, hvor legetøjet er levende, Her oplever Noddy en masse spændende eventyr sammen med sin venner.